# Паперня (Келецький повіт)
Паперня (пол. Papiernia) — село в Польщі, у гміні Ракув Келецького повіту Свентокшиського воєводства.
Населення — 23 особи (2011).
У 1975—1998 роках село належало до Келецького воєводства.

## Демографія
Демографічна структура на день 31 березня 2011 року:
|          | Загалом | Допрацездатний вік | Працездатний вік | Постпрацездатний вік |
| -------- | ------- | ------------------ | ---------------- | -------------------- |
| Чоловіки | 12      | 2                  | 9                | 1                    |
| Жінки    | 11      | 1                  | 5                | 5                    |
| Разом    | 23      | 3                  | 14               | 6                    |